# Viracochiella naltschicki
Viracochiella naltschicki är en kvalsterart som först beskrevs av Shaldybina 1971.  Viracochiella naltschicki ingår i släktet Viracochiella och familjen Ceratozetidae. Inga underarter finns listade i Catalogue of Life.